# Sports Illustrated Stadium
Sports Illustrated Stadium, denominato in origine Red Bull Arena, è un impianto sportivo multifunzione statunitense che si trova ad Harrison, in New Jersey; si tratta dell'impianto interno del N.Y. Red Bulls, franchise calcistica professionistica che partecipa alla Major League Soccer.

## Storia
Il progetto di un nuovo stadio di proprietà dei Metro Stars (poi chiamati New York Red Bulls) è stato pianificato nel 2004. A causa delle lunghe trattative con lo stato del New Jersey, le autorizzazioni arrivarono nel 2005. L'apertura era stata programmata nel 2007 ma dopo il rilevamento della squadra da parte della Red Bull l'apertura è stata ritardata fino al 2010. Inizialmente il vero nome dell'impianto era Red Bull Park ma il nome venne cambiato nel 2008. Il disegno venne radicalmente cambiato dopo l'acquisto effettuato dalla multinazionale austriaca, lo stadio venne equiparato per il suo design alla Hypo-Arena a Klagenfurt, in Austria. La costruzione del Red Bull Park è iniziata il 3 gennaio 2008, l'impianto è stato inaugurato il 20 marzo 2010 con un'amichevole tra i Red Bulls e la squadra brasiliana Santos FC.
Nel 2022 ha ospitato la finale del campionato americano di rugby MLR tra New York e Seattle Seawolves.
L'11 dicembre 2024, la società sportiva ha stipulato un accordo di tredici anni con Sports Illustrated Tickets (SI Tickets), una piattaforma di biglietteria online che detiene la licenza per il nome della famoso periodico. SI Tickets è diventato il rivenditore ufficiale dei Red Bulls per qualsiasi evento sportivo e l'impianto sportivo ha cambiato nome in Sports Illustrated Stadium.